# Gruppo di Grothendieck
In matematica, in particolare in algebra astratta, il gruppo di Grothendieck di un semigruppo commutativo {\displaystyle S} è un gruppo, costruito in modo tale che sia "il più piccolo" gruppo che contiene {\displaystyle S}. Prende  nome dalla costruzione più generale introdotta da Alexander Grothendieck nella teoria delle categorie con i suoi lavori fondamentali nella metà del 1950 che portarono allo sviluppo della K-teoria.

## Definizione

### Costruzione esplicita
Sia {\displaystyle (S,+\!\,)} un semigruppo commutativo. Nel prodotto cartesiano {\displaystyle S\times S} definiamo la relazione di equivalenza
{\displaystyle (s_{1},s_{2})\sim (t_{1},t_{2})\Leftrightarrow \exists \,r\in S\;:\;s_{1}+t_{2}+r=s_{2}+t_{1}+r};
definiamo inoltre l'operazione di somma per componenti
{\displaystyle (s_{1},s_{2})+(t_{1},t_{2}):=(s_{1}+t_{1},s_{2}+t_{2})\quad \forall (s_{1},s_{2}),(t_{1},t_{2})\in S\times S}
che è compatibile con {\displaystyle \sim }.
Il gruppo di Grothendieck di {\displaystyle S} è l'insieme quoziente {\displaystyle K(S):=S\times S/\!\sim }; il suo elemento neutro è la classe costituita dalle coppie {\displaystyle (s,s)}, mentre l'inverso della classe {\displaystyle [(s_{1},s_{2})]} è la classe {\displaystyle [(s_{2},s_{1})]}.

### Proprietà universale
Un modo alternativo per definire il gruppo di Grothendieck è mediante l'uso di una proprietà universale: dato un semigruppo {\displaystyle S}, il Grothendieck è un gruppo {\displaystyle K} (insieme con un monomorfismo di semigruppi {\displaystyle i:S\longrightarrow K} tale che, per ogni omomorfismo {\displaystyle f:S\longrightarrow A} (dove {\displaystyle A} è un gruppo abeliano), esiste ed è unico un omomorfismo di gruppi {\displaystyle g:K\longrightarrow A} tale che {\displaystyle f=g\circ i}.
La proprietà universale esprime il fatto che, se un gruppo contiene un'immagine omomorfa di {\displaystyle S}, allora conterrà anche un'immagine omomorfa di {\displaystyle K}.
Questa costruzione è equivalente a quella esplicita: se {\displaystyle K'} è un altro gruppo che soddisfa questa condizione, allora esiste un isomorfismo naturale tra {\displaystyle K} e {\displaystyle K'}.
In termini di teoria delle categorie, questa costruzione è il funtore aggiunto a sinistra del funtore tacito che associa ad ogni gruppo abeliano la sua struttura di semigruppo.

## Esempi
- Se {\displaystyle (T,+)} è un sottosemigruppo del semigruppo commutativo {\displaystyle (S,+)} allora {\displaystyle K(T,+)} è un sottogruppo del gruppo commutativo {\displaystyle K(S,+)}.

- Se {\displaystyle (G,+)} è un gruppo commutativo allora {\displaystyle K(G)} coincide con {\displaystyle G}; più precisamente, le mappe {\displaystyle \phi (g)=[(g,0)]} e {\displaystyle \psi ([(g,h)])=g-h} sono isomorfismi tra {\displaystyle G} e {\displaystyle K(G)}

- Se {\displaystyle (\mathbb {N} ,+)} è il semigruppo commutativo dei numeri naturali allora {\displaystyle K(\mathbb {N} ,+)} è isomorfo al gruppo dei numeri interi {\displaystyle (\mathbb {Z} ,+)}.

- Se {\displaystyle (\mathbb {Z} _{0},\times )} è il semigruppo commutativo degli interi diversi da zero allora {\displaystyle K(\mathbb {Z} _{0},\times )\cong (\mathbb {Q} _{0},\times )}.